# Henriette Erichsen
Henriette Erichsen, född 1752, död 1790, var en dansk-norsk lärare och skolledare.
Hon var född i Bergen som dotter till Johann Gottfried Erichsen (d. 1768), Physicus i Bergen, och Anna Thode (d. 1766). Hon fick en hög bildning i litteratur och musik, ämnen som ansågs viktiga inom flickors bildning under denna tid. 
Det är inte känt hur hon tillägnade sig sin kompetens, men vid denna tid fick kvinnliga lärare som regel sin erfarenhet som autodidakter och genom informell anställning som guvernanter, och guvernanter startade ofta sina skolor genom att uppta elever i sin bostad, som gradvis utökades. 
Hon etablerade en privat flickpension i Köpenhamn, som beskrivs som en skola med högt anseende och kom att bli stadens kanske främsta utbildningsinstitution för flickor. Hon beskrivs som en kapabel och ansedd lärare. 
Flickpensioner som hennes var till sin natur ofta diffusa i sin utveckling, men hennes skola beskrivs som en stor pension och hade internationellt anseende. Bland hennes elever fanns Sophie Dorothea Zinn från Sverige 1782. 
Hon gifte sig 1785 med ämbetsmannen Johan Philip Kneiln Rosenstand-Goiske (1754-1815). Hennes skolas stängning skapade ett tomrum i Köpenhamn som efterträddes av Madam Lindes Institut 1787.